# Риашан (Параиба)
Риашан (порт. Riachão) — муниципалитет в Бразилии, входит в штат Параиба. Составная часть мезорегиона Сельскохозяйственный район штата Параиба. Входит в экономико-статистический микрорегион Куриматау-Ориентал. Население составляет 3052 человека на 2006 год. Занимает площадь 90,150 км². Плотность населения — 33,9 чел./км².

## Статистика
- Валовой внутренний продукт на 2003 год составляет 6 645 256,00 реалов (данные: Бразильский институт географии и статистики).
- Валовой внутренний продукт на душу населения на 2003 год составляет 2265,69 реалов (данные: Бразильский институт географии и статистики).
- Индекс развития человеческого потенциала на 2000 год составляет 0,568 (данные: Программа развития ООН).